# NGC 6937
NGC 6937 is een balkspiraalstelsel in het sterrenbeeld Indiaan. Het hemelobject werd op 8 juli 1834 ontdekt door de Britse astronoom John Herschel.

## Synoniemen
- ESO 234-60
- FAIR 349
- AM 2035-521
- IRAS 20350-5219
- PGC 65125